# Хёсденс-канал
Хёсденс-канал (нидерл. Heusdensch Kanaal) — канал на границе голландских провинций Северный Брабант и Гелдерланд, примерно между Вейк-ан-Альбургом и Хёсденом. Канал соединяет бывший рукав Афгедамде-Маас и канал Бергсе-Маас и имеет общую длину около 2,3 км. Ранее канал использовался для соединения города Хёсден с главной ветвью реки Маас. Позже первоначальная главная ветвь (Афгедамде-Маас) была перекрыта, и канал получил новое искусственное устье: Бергсе-Маас. После этого канал Хёсден был усовершенствован для обеспечения судоходной связи между двумя ветвями Мааса.

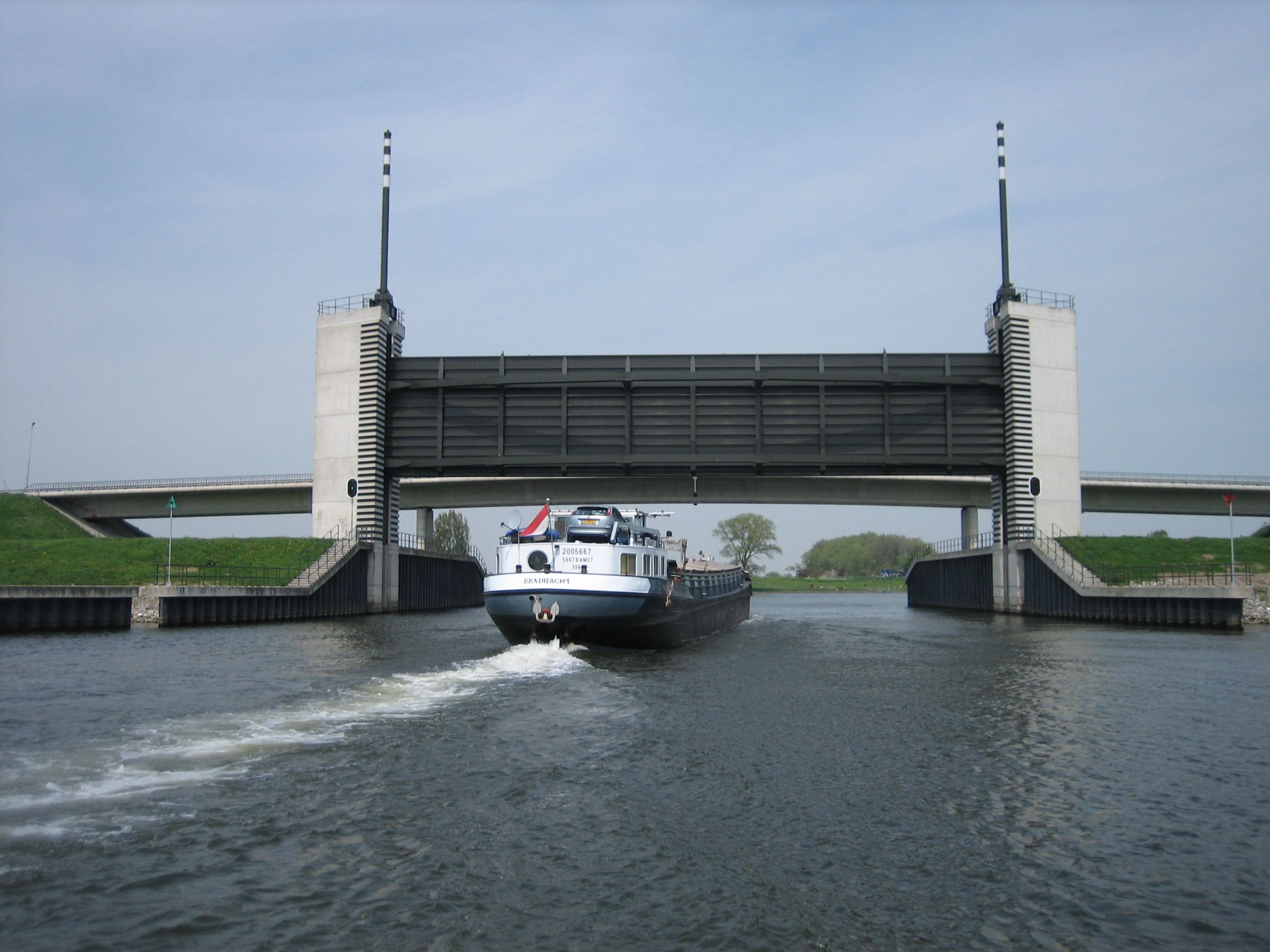
Шлюз «Кромме-Нолкеринг»

В устье у Бергсе-Маас есть шлюз под названием Кромме-Нолкеринг, а также единственный мост через канал; это часть дороги N831.
Усовершенствование канала потребовалось в соответствии с «Законом об устье Мааса» от 26 января 1883 года.